# Евстахія Бохняк

Могила Евстахії Бохняк і Ганни Грубої (Янівське кладовище у Львові)

Евстахія Бохняк (24 січня 1903 — 1 квітня 1974) — українська стигматичка. Народилася в Кристинополі Львівської області.

## Життєпис
Лежача від 1925 року. Батько помер 1915 року, мати — 1937 р. Цього ж року, за сприяння Г. Костельника, переїхала до Львова. Укриту стигматизацію отримала 1928 року, стигматичні рани 1934 р. Мала найбагатші містичні обдарування порівняно з усіма іншими українськими та багатьма західними стигматиками. Похована на 55 полі Янівського кладовища у Львові.